# Canal+ 2
Canal+ 2, anteriorment conegut com a Canal+ Dos, fou un canal de televisió privat espanyol, de pagament, de l'empresa Sogecable. Aquest canal generalista i d'entreteniment emet cinema familiar durant tota la setmana, sèries, documentals i diversos continguts de Canal+, a excepció dels esportius.
Canal+ Dos emet a través de la plataforma Digital+, tant a través d'Astra como d'Hispasat. També emet a través de la plataforma TDT Premium.

## Història
El 31 d'agost del 1997, amb l'arribada de Canal Satélite Digital, la primera plataforma digital de Sogecable, es crearen dues versions de Canal+ amb diferents horaris de programació per a conformar el paquet premium de l'operador. Aquests canals van rebre els noms de Canal+ Azul i Canal+ Rojo.
Més tard, amb el naixement de Digital+ a causa de la fusió de Canal Satélite Digital i Vía Digital, Sogecable reformà els seus canals. Entre els afectats van estar Canal+ Rojo i Canal+ Azul que, units, passaren a ser Canal+ 2 el 21 de juliol del 2003. A més es crearen canals temàtics de cinema i esports.
Canal+ 2 va néixer per donar un nou horari als continguts de Canal+, a més de servir com a finestra cinematogràfica per quan Canal+ emetia un altre tipus de continguts.
Durant la setmana del 19 de juliol al 25 de juliol del 2010, Engel, empresa distribuïdora de productes d'electrònica, anuncià a la seva pàgina web que per al 16 d'agost es podrien reservar les unitats limitades dels productes que comercialitzaria Sogecable per a la TDT de pagament amb el nom de Canal+ Dos. Després de la filtració de la notícia en diversos fòrums, es van estendre els rumors d'un nou canal d'entreteniment en la modalitat de pagament per a la TDT sota el segell de Canal+, ja que al gener del 2010 s'anuncià que 40 Latino cessaria les seves emissions en obert per al 23 d'agost del 2010.
Finalment, una setmana abans del llançament com ja anuncià Engel, Sogecable confirmà en una nota de premsa que, després de moltes especulacions, Canal+ 2 es transformaria en Canal+ Dos per donar el pas a la TDT amb nous i diversos continguts.
Canal+ Dos començà les seves emissions el 23 d'agost del 2010 en substitució de 40 Latino. Aquest canal va néixer de la mà de Sogecable en obtindre tres espais al múltiplex de Gestevisión Telecinco per emetre a través de la televisió digital terrestre d'àmbit nacional. Aquest fet es va produir després de la fusió entre Telecinco i Cuatro. Dels tres espais cedits a Sogecable, un és gestionat completament per emissió en obert, el qual està ocupat per CNN+. Els dos espais restants són gestionats per emissions de pagament, a través d'un dels quals emet Canal+ Dos. El canal que emetrà en l'altre espai no ha sigut determinat encara.
Inicialment feren una oferta de llançament en la que, per als abonats a la TDT Premium, van emetre els dos primers mesos gratis. Actualment la quota és de 15€/mes amb permanència de 12 mesos sense penalització.
Actualment, a més de les redifusions de Canal+, té programació pròpia, i serveix com una nova finestra, com passava amb la UEFA Champions League, per als continguts de Sogecable i per a programes o sèries que no tenen espai en Canal+. També inclou petits blocs de programació de Canal+ Xtra.